# Eleição municipal de Porto Alegre em 2012
A eleição municipal de Porto Alegre em 2012 ocorreu em 7 de outubro, primeiro domingo do mês, para a eleição de um prefeito, um vice-prefeito e de 36 vereadores para a administração da cidade. 
Os principais candidatos, segundo as pesquisas, foram: Adão Villaverde (PT), José Fortunati (PDT) e Manuela d'Ávila (PCdoB). Ao todo, nessa ocasião, sete candidatos concorreram a prefeito da capital do Rio Grande do Sul, número menor em relação às eleições anteriores.
O prefeito José Fortunati foi reeleito no primeiro turno com 65,22% dos votos válidos. Manuela d'Ávila ficou em segundo lugar com 17,76% dos votos, e em terceiro ficou Adão Villaverde com 9,64% dos votos válidos.
Na eleição de 2012, estiveram aptos a votar 1.076.263 porto-alegrenses, o que correspondia a 76,16% da população da cidade, segundo estimativa populacional do Instituto Brasileiro de Geografia e Estatística (IBGE) para o ano de 2011. A cidade se divide em nove zonas eleitorais, distribuídas em 2.798 seções e 347 locais de votação.

## Resultado da eleição para prefeito
| Candidatos a prefeito   | Candidatos a vice-prefeito   | Número | Coligação                                                               | Votação | Percentual |
| ----------------------- | ---------------------------- | ------ | ----------------------------------------------------------------------- | ------- | ---------- |
| José Fortunati PDT      | Sebastião Melo PMDB          | 12     | Por Amor a Porto Alegre (PDT, PMDB, PP, DEM, PTB, PRB, PPS, PMN, PTN)   | 517.969 | 65,22%     |
| Manuela d'Ávila PCdoB   | Nelcir Tessaro PSD           | 65     | Juntos por Porto Alegre (PCdoB, PSD, PSB, PSC, PHS)                     | 141.073 | 17,76%     |
| Adão Villaverde PT      | Arlindo Bonete PR            | 13     | Frente Popular - Governo de Verdade (PT, PR, PV, PPL, PRTB, PTC, PTdoB) | 76.548  | 9,64%      |
| Roberto Robaina PSOL    | Goretti Grossi PCB           | 50     | Aliança de Esquerda (PSOL, PCB)                                         | 30.577  | 3,85%      |
| Wambert di Lorenzo PSDB | Marco Dangui PRP             | 45     | Porto Alegre para Todos (PSDB, PRP)                                     | 19.514  | 2,46%      |
| Jocelin Azambuja PSL    | Luiz Carlos Machado PSDC     | 17     | Renova Porto Alegre (PSL, PSDC)                                         | 4.412   | 0,56%      |
| Érico Corrêa PSTU       | Maria Resplande Batista PSTU | 16     | —                                                                       | 4.122   | 0,52%      |

## Antecedentes
Na eleição municipal de 2008, o então prefeito José Fogaça se candidatou à reeleição pelo PMDB, deixando o PPS. Quatro deputados federais concorreram contra Fogaça: Maria do Rosário (PT), Manuela d'Ávila (PCdoB), Onyx Dornelles Lorenzoni (DEM) e Luciana Genro (PSOL). Durante a campanha, várias pesquisas indicavam Manuela e Fogaça no segundo turno. No entanto, o segundo turno foi disputado por Fogaça e Maria do Rosário. Fogaça foi reeleito com 470 mil votos (58,95%).
Fogaça renunciou em 29 de março de 2010 para se candidatar a governador, na eleição de outubro ele ficou em segundo lugar, com 1.5 milhões de votos, sendo derrotado por Tarso Genro.

## Candidatos
|  | Candidato(a)       | Vice                    | Partido | Coligação                                                           |
|  | ------------------ | ----------------------- | ------- | ------------------------------------------------------------------- |
|  | Adão Villaverde    | Coronel Bonete          | PT      | "Frente popular - Governo de verdade" (PT/PR/PV/PPL/PRTB/PTdoB/PTC) |
|  | Érico Corrêa       | Maria Resplande Batista | PSTU    | Partido não coligado                                                |
|  | Jocelin Azambuja   | Luiz Carlos Machado     | PSL     | "Renova Porto Alegre" (PSL/PSDC)                                    |
|  | José Fortunati     | Sebastião Melo          | PDT     | "Por Amor a Porto Alegre" (PDT/PMDB/DEM/PMN/PP/PPS/PRB/PTB/PTN)     |
|  | Manuela d'Ávila    | Nelcir Tessaro          | PCdoB   | "Juntos por Porto Alegre" (PCdoB/PSD/PHS/PSB/PSC)                   |
|  | Roberto Robaina    | Goretti Grossi          | PSOL    | "Aliança de Esquerda" (PSOL/PCB)                                    |
|  | Wambert di Lorenzo | Marco Dangui            | PSDB    | "Porto Alegre Para Todos" (PSDB/PRP)                                |

### Convenções e candidaturas
Todos os candidatos haviam oficializado suas candidaturas até junho, sendo Fortunati o primeiro e Manuela a última a realizar a oficialização. O prazo limite para oficializar as candidaturas era 5 de julho.
José Fortunati oficializou a candidatura em 15 de junho no Plenário Otávio Rocha, da Câmara de Vereadores da cidade. Teve o apoio de 9 partidos, formando a coligação Por Amor a Porto Alegre. O PRB declarou apoio em 25 de junho, durante a convenção do partido no CTG Estância da Azenha. O PP estava indecidido entre Fortunati e Manuela,
 o partido realizou a convenção chamada de "Dia D" em 12 de junho, decidindo apoiar Fortunati. 107 membros do partido votaram na convenção, no qual 63 votos foram para Fortunati e 44 para Manuela, no dia anterior uma sondagem mostrava 44 votos para Fortunati e 44 para Manuela. O PTB declarou apoio em 13 de junho, durante a convenção chamada de "Paço Municipal". O PMDB declarou apoio em maio, o partido teve o candidato a vice da chapa, o vereador Sebastião Melo. O PTN decidiu por Fortunati durante uma reunião com a executiva do partido em 30 de junho.

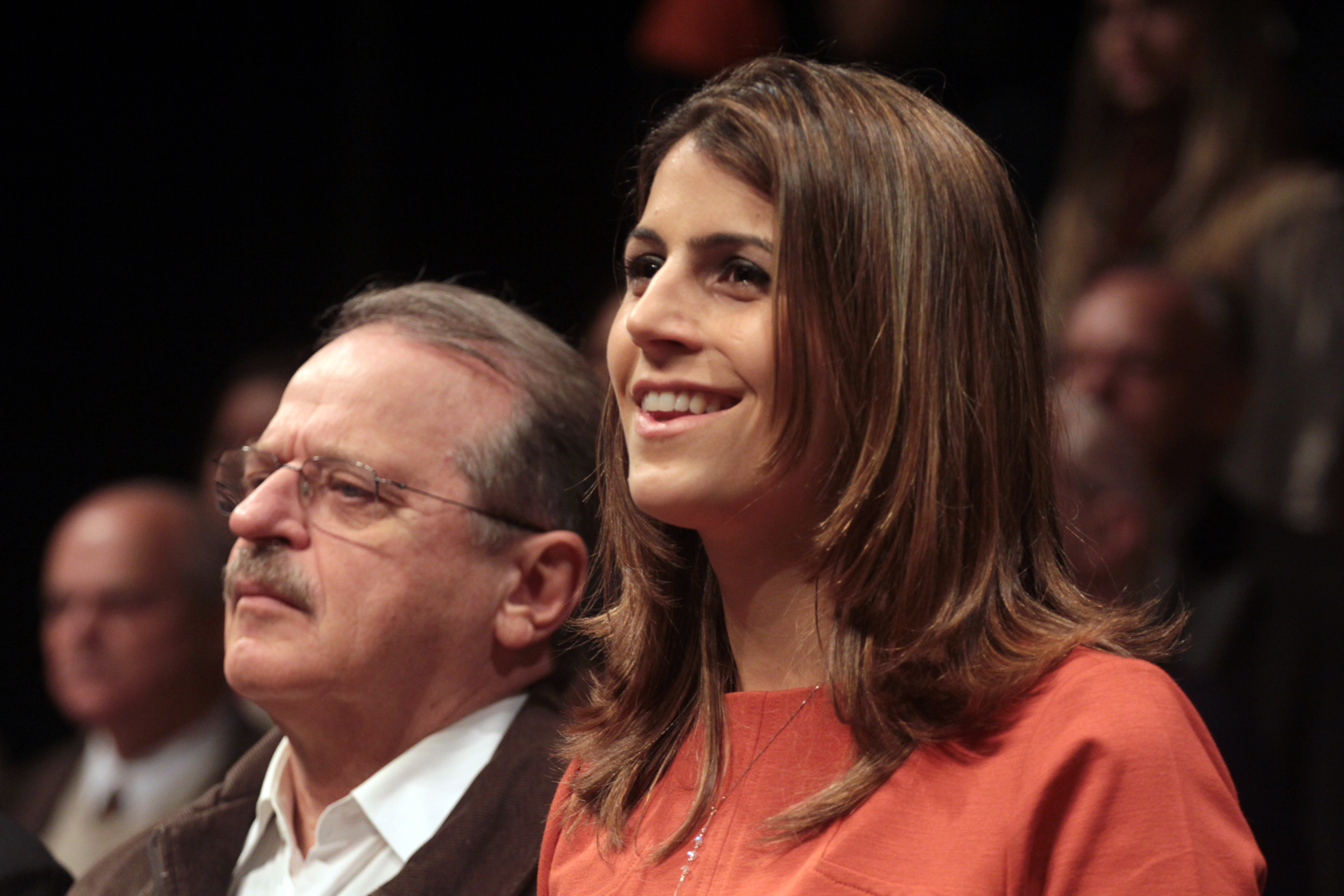
Tarso Genro e Manuela d'Ávila durante a convenção do PCdoB.

Manuela D'Ávila realizou a convenção que oficializou sua candidatura em 23 de junho, no anfiteatro Dante Barone, na Assembleia Legislativa do Rio Grande do Sul, com a presença do governador do Estado, Tarso Genro (PT), e do presidente nacional do PCdoB, Renato Rabelo. O candidato a vice foi escolhido um dia antes do anúncio oficial, Manuela escolheu o vereador Nelcir Tessaro do PSD. Um outro possível candidato a vice era, o também vereador Airto Ferronato, do PSB, que decidiu apoiar Tessaro. O PSD declarou apoio à Manuela em 16 de abril. O PSC decidiu apoiar Manuela em 17 de abril. O PHS declarou apoio a Manuela em 19 de junho, o partido somará 6 segundos do tempo de propaganda em televisão e rádio. O PSB decidiu apoiar Manuela em 25 de junho, e terá 57 candidatos a vereador. O PR que estava indecidido entre Manuela, Fortunati e Villaverde, anunciou em 21 de junho apoio a Villaverde.. Mesmo sem o apoio do PP, alguns membros do partido apoiam Manuela, entre eles a senadora Ana Amélia Lemos, o deputado estadual Mano Changes e a também deputada estadual Silvana Covatti declararam apoio à Manuela. O coordenador da campanha será o ex-deputado federal e secretário de infra-estrutura e logística Beto Albuquerque.
Adão Villaverde oficializou a candidatura em 24 de junho na Assembleia Legislativa do estado. O candidato a vice será o presidente municipal do PR Coronel Arlindo Bonete. Em maio o PV decidiu apoiar Villaverde. Em julho o PTdoB e o PRTB decidiram apoiar Villaverde, dando 40 segundos ao candidato a mais na propaganda eleitoral gratuita. Juntos o PT, PR, PTC, PV, PPL, PRTB e PTdoB formaram a coligação Frente Popular - Governo de Verdade.
Jocelin Azambuja oficializou a candidatura em 5 de julho. A coligação Renova Porto Alegre é formada por PSL e PSDC. O candidato a vice será Luiz Carlos Machado do PSDC.
O PSOL oficializou a candidatura de Roberto Robaina em 30 de junho durante convenção na Câmara Municipal de Vereadores. A candidata a vice será Goretti Grossi do PCB. O PSOL e PCB formam a coligação Aliança de esquerda.
O PSDB realizou a convenção municipal em 24 de junho. Os candidatos eram o professor universitário Wambert di Lorenzo e o deputado federal Nelson Marchezan Júnior. Na convenção, Wambert teve 56 votos a 53 de Marchezan. Wambert tem o apoio da ex-governadora Yeda Crusius. A oficialização da candidatura foi feita em 5 de julho no Tribunal Regional Eleitoral. A coligação Porto Alegre Para Todos é formada pelo PSDB e PRP, terá como candidato a vice Marcos Dangui.
Em 30 de junho o PSTU realizou a convenção municipal na Câmara de Vereadores de Porto Alegre, que oficializou Érico Corrêa como candidato do partido. A candidata a vice será Resplande de Sá.

## Campanha

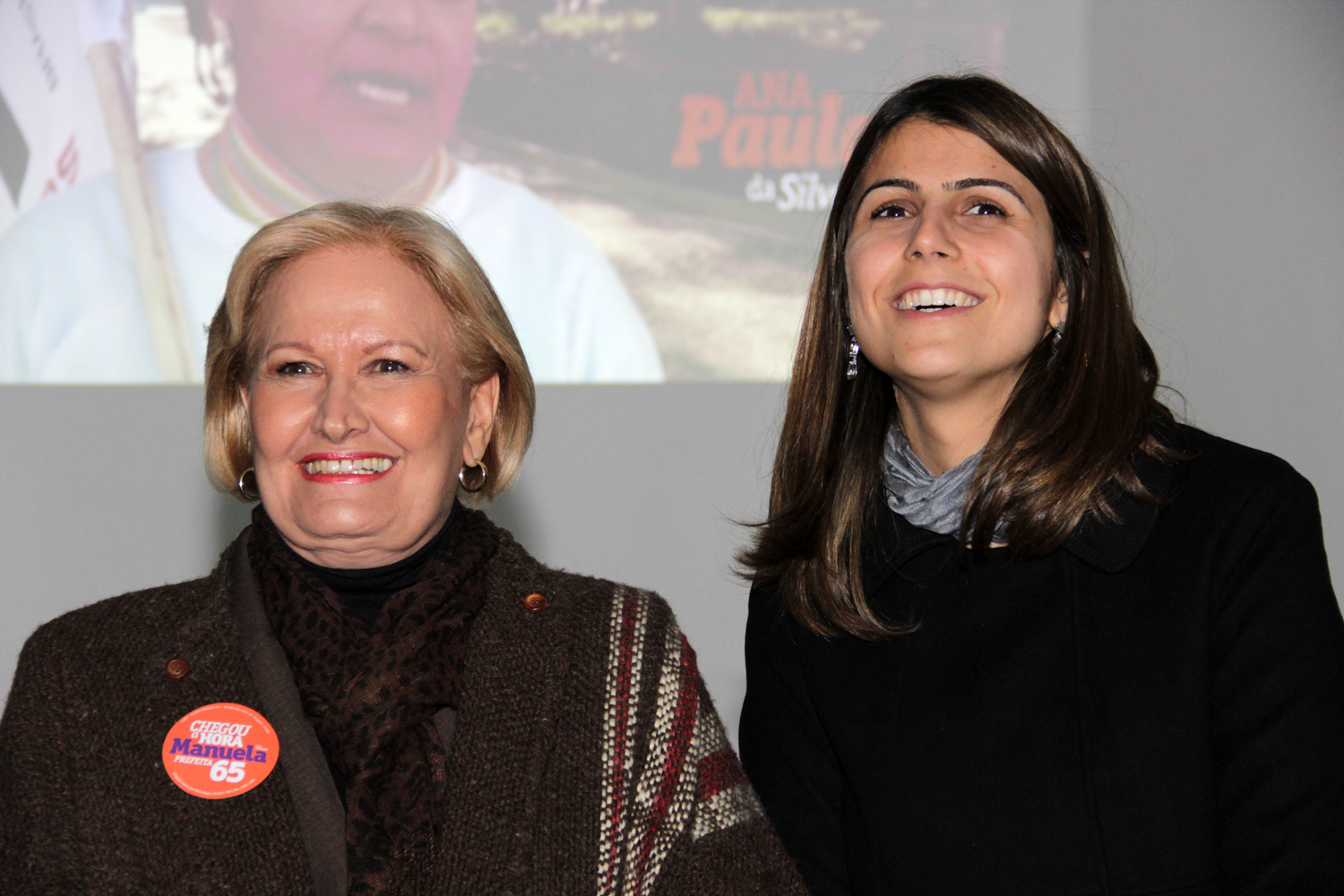
Ana Amélia Lemos e Manuela d'Ávila durante a inauguração do comitê suprapartidário em julho.

O governador Tarso Genro esteve presente durante a oficialização da candidatura de Manuela, dando a parecer que iria declarar apoio a sua candidatura. No entanto, em 4 de agosto declarou apoio ao candidato do PT Adão Villaverde fazendo campanha no Campo da Tuca. A senadora Ana Amélia Lemos que havia feito campanha para Manuela na convenção do PP, pediu licença do partido em 18 de julho. No mesmo dia, a senadora participou da inauguração do comitê suprapartidário em apoio à Manuela. Ana Amélia está impedida, por lei, de participar do programa eleitoral de Manuela. Em 19 de julho Ana Amélia pediu licença do senado para fazer campanha para Manuela. O comitê inaugurado com a presença de Ana Amélia marcou o início da participação dela na campanha de Manuela. O deputado estadual Mano Changes também fará campanha para Manuela, a deputada Silvana Covatti, também do PP, declarou apoio à Manuela.
Também foi confirmado em 12 de agosto, pelo governador Tarso Genro, a presença do ex-presidente Lula na campanha de Villaverde. Lula já gravou vídeos de apoio para Adão Villaverde, segundo o coordenador da campanha. O ex-governador Olívio Dutra também está participando da campanha de forma intensiva desde o início. Lula começou a participar do programa eleitoral de Villaverde em 10 de setembro.
A ex-senadora do Marina Silva declarou apoio a Adão Villaverde em agosto. O apoio de Marina a campanha de Villaverde tinha sido especulado em junho. Em 3 de setembro Marina Silva apareceu durante o programa eleitoral de Villaverde. Marina disse durante o programa de Villaverde que está apoiando apenas um pequeno número de candidatos nesta eleição. A participação de Marina foi de pouco mais de dois minutos.

### Gastos e arrecadação
José Fortunati tem a maior previsão de gastos entre os candidatos (10,5 milhões), seguido por Adão Villaverde com oito milhões, Manuela D'Ávila com 6,8 milhões, Wambert Di Lorenzo com quatro milhões, Jocelin Azambuja com novecentos mil, Roberto Robaina com trezentos mil e em último Érico Corrêa gastará 100 mil.
A campanha de Manuela é a que mais arrecadou entre os sete candidatos. Até 7 de agosto, Manuela tinha arrecadado 450 mil reais, em segundo Adão Villaverde com 95 mil e em terceiro José Fortunati com 69 mil.
Segundo dados de setembro, a campanha de Manuela se manteve em primeiro lugar na arrecadação de dinheiro. Manuela tinha arrecadado até o dia 10 de setembro R$ 1,521 milhão, em segundo Fortunati com R$ 1,23 milhão e Villaverde com R$ 489 mil.
Manuela também é a candidata que mais teve despesas de campanha. Em setembro ela declarou ter gasto R$ 1,471 milhão, seguindo por Fortunati com R$ 643 mil e Villaverde com R$ 482 mil.
Villaverde tem como o principal doador de campanha, segundo a segunda parcial do TSE, a direção nacional do Partido dos Trabalhadores (R$ 190 mil). Em seguida aparecem a empresa Vonpar (R$ 50 mil), a direção estadual do PT (R$ 47 mil), a empresa Toniolo Busnelo (R$ 40 mil), a Marcopolo (R$ 30 mil). Villaverde tem como maiores gastos a produção de programas de rádio, televisão ou vídeo (R$ 243 mil).
A arredação da campanha de Fortunati vinha do Comitê Financeiro Único. Esse comitê tem como os principais doadores a Construtura OAS LTDA (R$ 500 mil), Arcoenge LTDA (R$ 250 mil), Taurus (R$ 100 mil) e o próprio José Fortunati (R$ 100 mil). As maiores despesas de Fortunati são a produção de programas de rádio (R$ 260 mil), despesas com pessoal (R$ 195 mil) e com a produção de jingles, vinhetas e slogans (R$ 23 mil).
Entre os principais doadores da campanha de Manuela estão grandes empresas gaúchas, como a Marcopolo (R$ 50 mil), Taurus (R$ 50 mil) e a Vompar (R$ 100 mil). A direção nacional do PCdoB doou R$ 1 milhão, a direção municipal doou R$ 99 mil e o Comitê Financeiro Municipal Único doou R$ 197 mil. Os maiores doadores do Comitê Financeiro Municipal Único do PCdoB são a Brasil Foods (R$ 200 mil) e a Celulose Riograndense (R$ 18 mil). Os maiores gastos da campanha de Manuela são na produção de programas de rádio (R$ 830,9 mil), despesas com pessoal (R$ 303 mil) e outras diversas (R$ 337,1 mil).
As campanhas de partidos menores arrecadaram e declararam gastos bem menos do que as demais. Érico Corrêa tem um total de receitas de R$ 11 mil, e gastos de R$ 5 mil, na produção de programas de rádio e televisão. Jocelim Azambuja não declarou gastos nem arrecadação. Roberto Robaina declarou ter arrecadado R$ 22 mil (sendo que R$ 8 mil vindos de doação da ex-deputada Luciana Genro e outros R$ 14 mil de simpatizantes do partido), as despesas somam R$ 18 mil. Wambert Di Lorenzo tem receitas de R$ 36 mil e gastos de R$ 9 mil.

### Debates

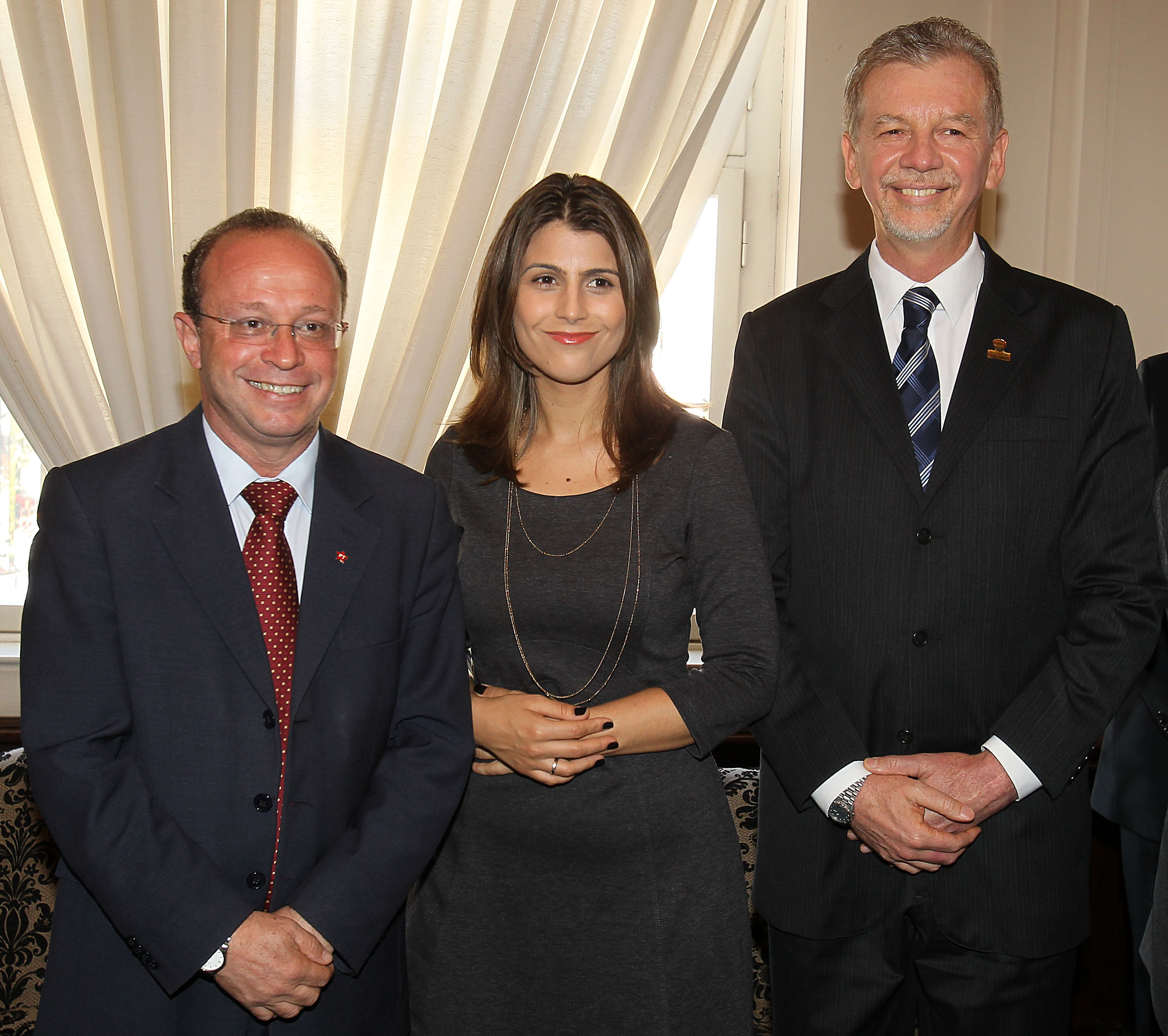
Os três principais candidatos (segundo as pesquisas) no debate da Federasul.

Foram realizados seis debates televisivos e outros que não foram transmitidos pela TV. Os principais debates foram o da Rádio Guaíba e Correio do Povo (27 de julho), TV Bandeirantes Rio Grande do Sul (3 de agosto), TVCOM (20 de setembro), TV Pampa (26 de setembro), TV Record RS (1º de outubro), TVE (3 de outubro) e RBS TV (4 de outubro).
O primeiro debate foi feito pela TVCOM e Rádio Gaúcha em julho. Estiveram presentes todos os sete candidatos. Os temas principais desse debate foram educação, saúde pública, corrupção e segurança. Manuela D'Ávila abordou a necessidade de serem feitas mais escolas de educação infantil, Adão Villaverde prometeu investimentos para erradicar o deficit de vagas, José Fortunati disse que os professores da cidade ganham mais que os da rede pública estadual de educação. No tema saúde e cercamento de parques o prefeito Fortunati defendeu o cercamento virtual dos parques, com a instalação de câmeras de monitoramento; já Wambert Di Lorenzo afirmou que é preciso humanizar o atendimento na saúde, Jocelin Azambuja defendeu o cercamento do parque Redenção. Manuela e Jocelim criticaram Fortunati pela falta de leitos em hospitais. Fortunati rebateu dizendo que até o final do ano serão abertos 354 leitos em hospitais. O prefeito ressaltou que a lei manda investir 15% dos fundos, mas segundo ele, Porto Alegre investe 21%. Adão Villaverde destacou a construção do metrô e de ciclovias. Durante o terceiro bloco Roberto Robaina e Érico Corrêa acusaram os partidos de Manuela e Fortunati de terem envolvimento em casos de corrupção. Manuela quando questionada sobre o apoio da senadora à candidatura dela, ela respondeu que tem orgulho da participação da senadora na campanha. Adão Villaverde destacou a necessidade de investimentos na educação básica.

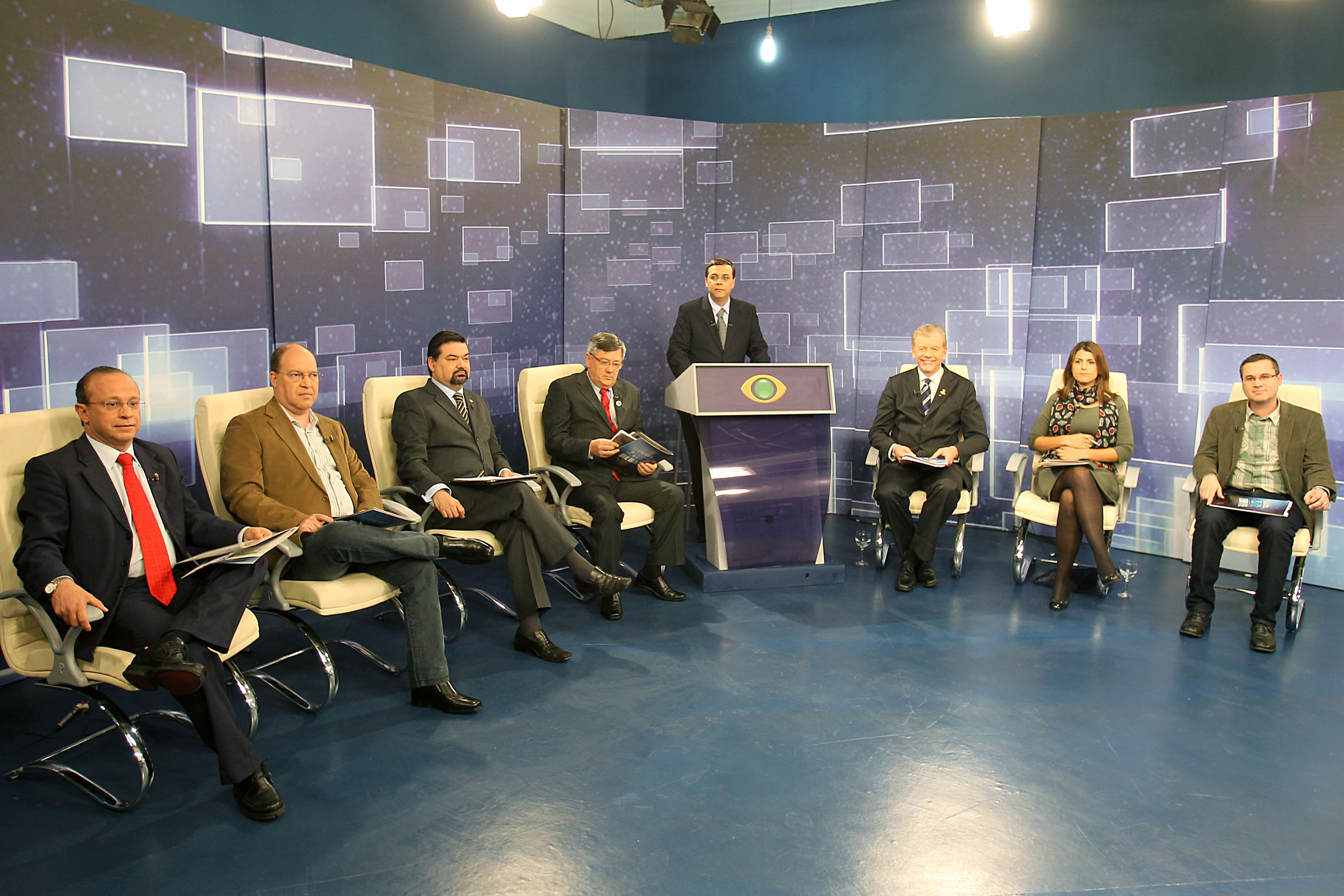
Os sete candidatos durante o debate da Band, realizado em agosto.

O segundo debate televiso foi transmitido pela Band em 3 de agosto. Neste debate, o prefeito José Fortunati foi criticado por Adão Villaverde pelo aumento dos casos de homicídios e da criminalidade na capital. Manuela focou na área da saúde pública, focando nas filas em postos de saúde durante a madrugada. Roberto Robaina e Fortunati atacaram a gestão do Grupo Hospitalar Conceição, que é administrado pelo PCdoB e pelo PT. Roberto Robaina atacou Manuela pedindo explicações sobre as denúncias de corrupção durante a gestão do ex-ministro Orlando Silva, do PCdoB, no Ministério dos Esportes, e também sobre a falta de investimentos da pasta em esportes populares na capital. Robaina também atacou Villaverde sobre o escândalo do mensalão. Antes mesmo do debate feito pela Band, o prefeito José Fortunati, durante uma entrevista, criticou Manuela pela partilha de cargos.
O debate da Rádio Guaíba foi transmitido em 27 de julho, sendo o primeiro debate em Porto Alegre. Em 15 de agosto, a Federasul realizou o seu debate. No debate da Federasul Manuela destacou que Porto Alegre precisa aproveitar o momento do Brasil, já Fortunati destacou as medidas que tem tomado, Villaverde defendeu o seu projeto sobre o anel viário em torno de Porto Alegre.

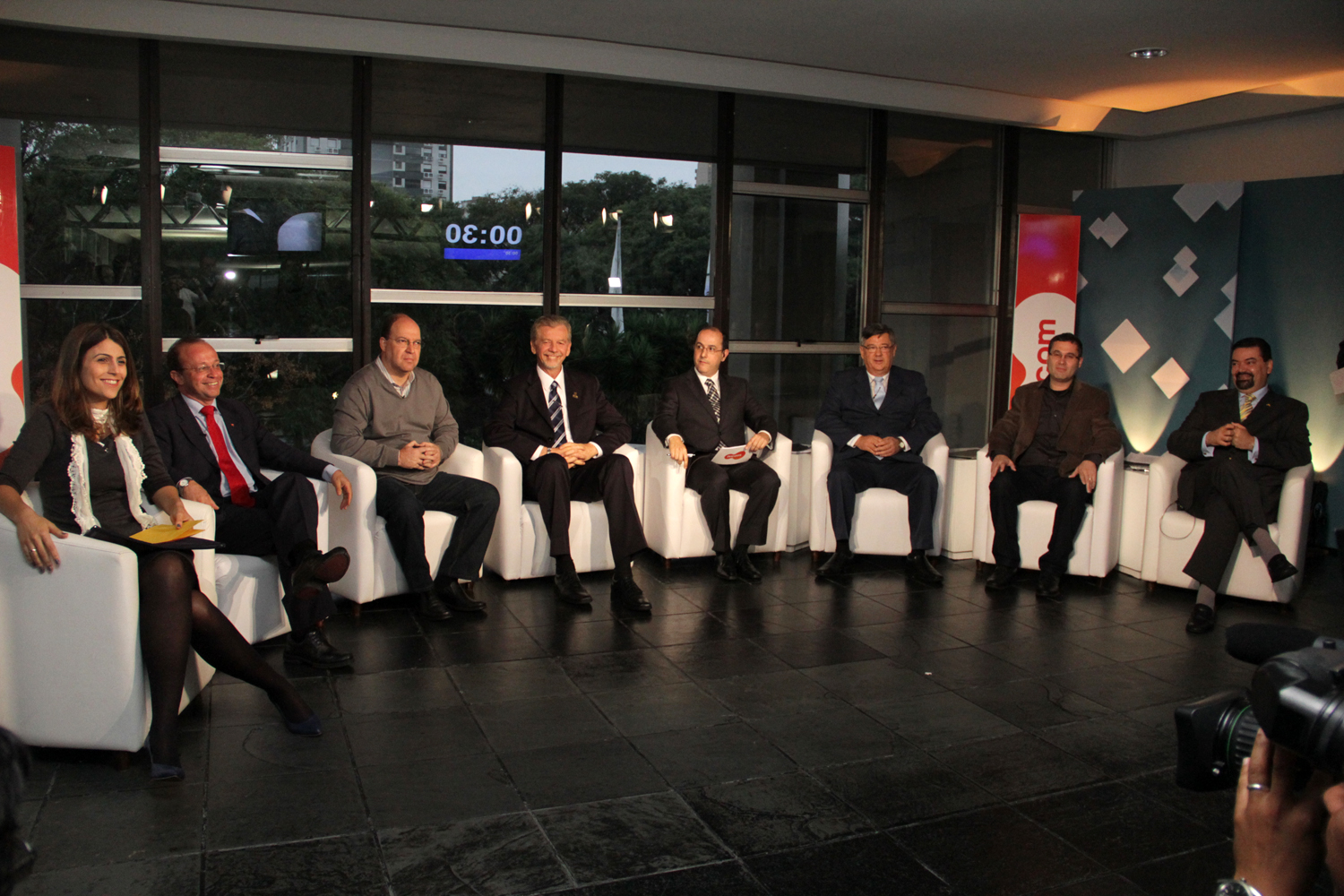
Os sete candidatos durante o debate da TVCOM.

O debate realizado pela TV COM em 20 de setembro teve o foco em temas como acusações de corrupção e críticas à gestão do prefeito José Fortunati, o mensalão, a saúde, segurança pública, transportes, além de outros. No primeiro bloco Roberto Robaina criticou o PSDB e o PT por denúncias de corrupção, voltou ao assunto no segundo bloco, quando criticou o prefeito Fortunati pelo desvio de R$ 15 milhões da saúde, citando a empresa Sollus, que segundo ele teria fraudado R$ 10 milhões e a empresa Reação, que segundo o candidato teria desviado R$ 5 milhões. Robaina também questionou a aliança do PT com o Paulo Maluf (PP) e sua influência nas ideias petistas. Adão Villaverde respondeu dizendo que o partido em Porto Alegre tem o apoio da ex-candidata à presidência Marina Silva. Robaina também atacou Manuela pela fraude de R$ 40 milhões no ministério dos Esportes, quando Orlando Silva era ministro. Manuela destacou temas como saúde, transportes e segurança pública. No tema segurança pública, Fortunati prometeu investir na iluminação da cidade, mas disse que a polícia é responsabilidade do governo estadual; Manuela disse que o número de roubos de carros subiu 14% e os homicídios subiram 22% no município. Manuela e Villaverde criticaram Fortunati. Manuela classificou a administração de Fortunati como um "governo de quatro meses", já Villaverde disse que a administração "não assume seus compromissos". Fortunati não entrou em um debate direito com seus concorrentes.
O último debate do primeiro turno foi realizado em 5 de outubro pela RBS. O debate foi mediado pelo jornalista Lasier Martins. O debate foi dividido em quatro blocos. No primeiro e terceiro blocos os temas eram sorteados, no segundo e no quarto blocos eram livres. Durante o primeiro bloco foi debatido o orçamento municipal, o plano diretor, a iluminação pública, a organização do trânsito e a saúde. No segundo bloco os temas foram a fraude na saúde, a mobilidade urbana, o comunitarismo, a segurança pública, a denúncia de uso da máquina pública pelo prefeito José Fortunati e o transporte público (em especial a Carris). No terceiro bloco os temas foram segurança pública, creches, fraude no ministério dos esportes, o transporte e a educação fundamental (em especial o sistema de ciclos). No quarto e último bloco os temas foram as mamografias, o piso salarial dos professores, o orçamento, e a descrença das pessoas nos partidos políticos. Houve um confronto direto entre os principais candidatos (Manuela e Fortunati). Manuela criticou o prefeito por uma denúncia feita em 3 de outubro, na qual uma moradora gravou um conversa em que houve indícios de uso da máquina pública na eleição. Manuela intitulou a denúncia de "O MP (Ministério Público) está investigando a troca de asfaltos por votos", Villaverde repetiu o que Manuela disse, após essa declarações Fortunati ganhou direito de resposta a qual se defendeu.
| Data                   | Organizadores                  | Mediador                                 | Adão Villaverde (PT) | Érico Corrêa (PSTU) | Jocelin Azambuja (PSL) | José Fortunati (PDT) | Manuela d'Ávila (PCdoB) | Roberto Robaina (PSOL) | Wambert di Lorenzo (PSDB) |
| ---------------------- | ------------------------------ | ---------------------------------------- | -------------------- | ------------------- | ---------------------- | -------------------- | ----------------------- | ---------------------- | ------------------------- |
| 27 de julho de 2012    | Rádio Guaíba e Correio do Povo | Juremir Machado da Silva e Taline Oppitz | Presente             | Presente            | Presente               | Presente             | Presente                | Presente               | Presente                  |
| 3 de agosto de 2012    | Band RS                        | Oziris Marins                            | Presente             | Presente            | Presente               | Presente             | Presente                | Presente               | Presente                  |
| 20 de setembro de 2012 | TV COM                         | André Machado                            | Presente             | Não convidadoa      | Presente               | Presente             | Presente                | Presente               | Presente                  |
| 26 de setembro de 2012 | TV Pampa                       | Paulo Sérgio Pinto                       | Presente             | Presente            | Presente               | Presente             | Presente                | Presente               | Presente                  |
| 1 de outubro de 2012   | TV Record RS                   | André Haar                               | Presente             | Não convidadoa      | Presente               | Presente             | Presente                | Presente               | Presente                  |
| 3 de outubro de 2012   | TV Educativa de Porto Alegre   | Leandro Olegário                         | Presente             | Presente            | Presente               | Presente             | Presente                | Presente               | Presente                  |
| 4 de outubro de 2012   | RBS TV                         | Lasier Martins                           | Presente             | Não convidadoa      | Presente               | Presente             | Presente                | Presente               | Presente                  |

a  - Por pertencer a um partido sem representação na Câmara Federal, Érico Corrêa (PSTU) não foi convidado.

### Denúncias de uso da máquina pública
O Ministério Público está investigando denúncias de uso da máquina pública para favorecer a campanha de José Fortunati. Os rumores se intensificaram após a coligação Juntos por Porto Alegre denunciar Fortunati para o ministério público. O promotor eleitoral Mauro Rockenbach recebeu uma cópia de um CD que foi distribuído nos gabinetes dos vereadores. O CD contém uma conversa de uma reunião sobre o Orçamento participativo que foi realizada no bairro Rubem Berta, na qual o chefe da assessoria da secretaria municipal de Obras e Viação, Antônio Olímpio Guimarães Filho, conhecido como "Toninho", estava conversando com moradores locais. Toninho pediu votos para a candidatura de Fortunati e para a candidatura de um candidato à vereador.
Durante o debate da TVE e da RBS as denúncias contra o prefeito se intensificaram. Fortunati rebateu as denúncias durante o debate da RBS, dizendo que "As pessoas sabem que aceito críticas, mas não inverdades. Algumas candidaturas, como a de Villaverde, têm me atacado com panfletos, dizendo que compro votos com asfalto. Críticas sim, inverdades não".
A candidatura de Manuela D´Ávila havia protocolado outra denúncia à candidatura de José Fortunati no início de setembro. A denúncia foi feita porque havia tido uma possível utilização da estrutura física e de equipamentos da Câmara de Vereadores durante a campanha de Fortunati, além do uso de um cargo de confiança para a campanha. A campanha de José Fortunati afirmou que só irá se manifestar se fosse notificado pela Justiça Eleitoral a respeito da representação.
A coligação Frente Popular de Villaverde também moveu uma ação por uso da máquina pública. A ação refere-se ao uso de funcionários e maquinários municipais no comitê central de Fortunati.

### Propaganda eleitoral

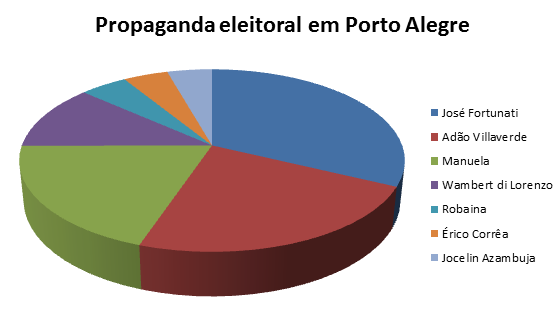
A distribuição do tempo no Horário político.

Em 14 de agosto foi feito um ajuste no tempo de alguns candidatos pelo Tribunal Regional Eleitoral, nesse ajuste Manuela perdeu nove segundos, Fortunati ganhou dois segundos e Wambert Di Lorenzo teve quatro segundos a mais. A distribuição ficou a seguinte: José Fortunati teve 9 minutos e 11 segundos, Adão Villaverde 6 minutos e 55 segundos, Manuela teve 5 minutos e 59 segundos, Wambert di Lorenzo 3 minutos e 29 segundos,  Roberto Robaina 1 minuto e 32 segundos, Érico Corrêa e Jocelin Azambuja terão 1 minuto e 25 segundos cada.

### Pesquisas
A primeira pesquisa foi realizada pelo Ibope e mostrou Manuela com 37%, contra 28% de Fortunati. Segundo a pesquisa Manuela tem o melhor desempenho entre eleitores jovens (49%) e eleitores com ensino médio completo (42%). Fortunati tem o seu melhor índice entre eleitores de 40 a 49 anos (34%) e com ensino superior (35%). Manuela teve o melhor índice entre eleitores com renda familiar de até dois salários mínimos (32%), enquanto Fortunati tem o melhor índice entre eleitores de dois até cinco salários mínimos (27%).
O Vox populi em sua primeira pesquisa mostrou Fortunati com 38%, Manuela tinha 31%. Nessa pesquisa Fortunati tinha 13% dos votos espontâneos, Manuela tinha 7% e Adão apareceu em terceiro com 2%. Em maio o Methodus indicou a rejeição dos candidatos, Villaverde tinha 24,3%, Corrêa em segundo com 19,2%, em terceiro Robaina com 19,1%, Manuela tinha 16,1% e José Furtunati tinha 12,9%.
A primeira simulação de segundo turno foram realizadas pelo Methodus. Neles a candidata Manuela vencia Adão Villaverde e José Fortunati. Na primeira realizada em 25 de maio, Manuela tinha 50,7% contra 38,2% de Fortunati. Em um cenário com Adão Villaverde, Manuela vencia com uma folga maior, 65,9% a 15,3% de Villaverde. Em julho Manuela tinha 46,7% e Fortunati 39,3%. No cenário entre Fortunati e Adão, Fortunati vencia com 57,6% contra 20,1% de Villaverde. Em um eventual segundo turno entre Manuela e Villaverde, Manuela teria 62,9% contra 16,1% de Villaverde.
Em agosto, o Datafolha mostrou um empate entre Manuela e Fortunati no segundo turno, tendo 43% cada. Na pesquisa divulgada pelo Datafolha em 12 de setembro, o atual prefeito teria 48% dos votos no segundo turno, Manuela teria 38%.
Pesquisas finais mostravam que Fortunati seria reeleito já no primeiro turno. A pesquisa boca de urna da Rede Globo mostrou Fortunati com 62% dos votos, Manuela teve 23%.

#### Primeiro turno
| Data                     | Instituto  | Entrevistados | Margem de erro | Candidato            | Candidato            | Candidato               | Candidato | Indecisos | Brancos e nulos |
| Data                     | Instituto  | Entrevistados | Margem de erro | Adão Villaverde (PT) | José Fortunati (PDT) | Manuela D'Ávila (PCdoB) | Outros    | Indecisos | Brancos e nulos |
| ------------------------ | ---------- | ------------- | -------------- | -------------------- | -------------------- | ----------------------- | --------- | --------- | --------------- |
| 7 de abril de 2012       | Ibope      | 602           | ± 4%           | 2%                   | 28%                  | 37%                     | 13%       | 7%        | 11%             |
| 4-6 de maio de 2012      | Vox Populi | 600           | ± 4%           | 8%                   | 38%                  | 31%                     | 4%        | 11%       | 11%             |
| 9 de maio de 2012        | Vox Populi | 600           | ± 4%           | 8%                   | 38%                  | 31%                     | -         | -         | -               |
| 25 de maio de 2012       | Methodus   | 1.200         | ± 3%           | 5,7%                 | 28,7%                | 41,3%                   | 15%       | -         | -               |
| 31 de maio-2 de junho    | Index      | 1.100         | ± 4%           | 9,3%                 | 32%                  | 31,4%                   | 11,3%     | -         | -               |
| 17 de julho de 2012      | Methodus   | 1.600         | ± 2,5%         | 7,4%                 | 33,5%                | 38,6%                   | 4,1%      | 8,5       | 7,9%            |
| 21 de julho de 2012      | Datafolha  | 829           | ± 3%           | 3%                   | 38%                  | 30%                     | 3%        | 15%       | 10%             |
| 29 de agosto de 2012     | Datafolha  | 827           | ± 3%           | 7%                   | 36%                  | 32%                     | 2%        | 14%       | 7%              |
| 28-30 de agosto de 2012  | Methodus   | 1.000         | ± 3,2%         | 7,7%                 | 39,3%                | 34,1%                   | 3,5%      | 8,1%      | 7,3%            |
| 30 de agosto de 2012     | Vox Populi | 827           | ± 3,5%         | 9%                   | 34%                  | 32%                     | 1%        | 18%       | 6%              |
| 1 de setembro de 2012    | Ibope      | 805           | ± 3%           | 5%                   | 35%                  | 37%                     | 1%        | 15%       | 5%              |
| 12 de setembro de 2012   | Datafolha  | 959           | ± 3%           | 7%                   | 41%                  | 30%                     | 4%        | -         | -               |
| 18 de setembro de 2012   | Methodus   | 1.000         | ± 3,2%         | 9,9%                 | 41,9%                | 27,7%                   | 3,5%      | 10,3%     | 6,7%            |
| 22 de setembro de 2012   | Ibope      | 805           | ± 3%           | 10%                  | 45%                  | 28%                     | 4%        | 7%        | 6%              |
| 27 de setembro de 2012   | Datafolha  | 1.152         | ± 3%           | 9%                   | 47%                  | 24%                     | 3%        | 10%       | 7%              |
| 4 de outubro de 2012     | Datafolha  | 1.274         | ± 3%           | 8%                   | 51%                  | 24%                     | 3%        | 9%        | 6%              |
| 3 e 6 de outubro de 2012 | Ibope      | 1.748         | ± 2%           | 10%                  | 50%                  | 24%                     | 3%        | -         | -               |
| 5 e 6 de outubro de 2012 | Datafolha  | 1.748         | ± 2%           | 9%                   | 54%                  | 21%                     | 5%        | 7%        | 5%              |
| 7 de outubro de 2012     | Ibope      | 4.000         | ± 2%           | 10%                  | 62%                  | 23%                     | -         | -         | -               |

#### Simulações para o segundo turno
| Data                   | Instituto | Entrevistados | Margem de erro | Candidato            | Candidato            | Candidato               | Indecisos | Brancos e nulos |
| Data                   | Instituto | Entrevistados | Margem de erro | Adão Villaverde (PT) | José Fortunati (PDT) | Manuela D'Ávila (PCdoB) | Indecisos | Brancos e nulos |
| ---------------------- | --------- | ------------- | -------------- | -------------------- | -------------------- | ----------------------- | --------- | --------------- |
| 25 de maio de 2012     | Methodus  | 1.200         | ± 3%           | -                    | 38,2%                | 50,7%                   | -         | -               |
| 25 de maio de 2012     | Methodus  | 1.200         | ± 3%           | 15,3%                | -                    | 65,9%                   | -         | -               |
| 17 de julho de 2012    | Methodus  | 1.600         | ± 2,5%         | -                    | 39,3%                | 46,7%                   | -         | -               |
| 17 de julho de 2012    | Methodus  | 1.600         | ± 2,5%         | 20,1%                | 57,6%                | -                       | -         | -               |
| 17 de julho de 2012    | Methodus  | 1.600         | ± 2,5%         | 16,1%                | -                    | 62,9%                   | -         | -               |
| 30 de agosto de 2012   | Datafolha | 827           | ± 3,5%         | -                    | 43%                  | 43%                     | 8%        | 7%              |
| 1 de setembro de 2012  | Ibope     | 805           | ± 3%           | -                    | 39%                  | 42%                     | 12%       | 6%              |
| 12 de setembro de 2012 | Datafolha | 959           | ± 3%           | -                    | 48%                  | 38%                     | 12%       | 6%              |
| 18 de setembro de 2012 | Methodus  | 1.000         | ± 3,2%         | -                    | 49,5%                | 34,8%                   | 8,1%      | 7,6%            |
| 18 de setembro de 2012 | Methodus  | 1.000         | ± 3,2%         | 19,1%                | 61,8%                | -                       | 9,6%      | 9,5%            |
| 18 de setembro de 2012 | Methodus  | 1.000         | ± 3,2%         | 23,0%                | -                    | 50,5%                   | 12,0%     | 14,4%           |
| 22 de setembro de 2012 | Ibope     | 805           | ± 3%           | -                    | 53%                  | 31%                     | 9%        | 7%              |

## Estatísticas
Vinte e três (23) dos trinta e seis (36) vereadores estão concorrendo à reeleição. A cada vaga para vereador, existem 16,66 candidatos. Doze (12) sabem ler e escrever; cinquenta e sete (57) possuem ensino fundamental; Vinte e sete (27) candidatos à vereador tem ensino fundamental incompleto; cento e oitenta e três (183) possuem ensino médio completo; vinte e sete (27) possuem ensino médio incompleto; trinta e seis possuem ensino superior incompleto; duzentos e vinte e sete (227) possuem ensino superior.
Seis candidatos possuem ensino superior completo (Villaverde, Robaina, Jocelin, Fortunati, Manuela e Wambert). Érico Corrêa possui ensino superior incompleto.
Quatrocentos e vinte e seis (421) candidatos são homens (69,640%), cento e setenta e sete (177) são mulheres (30,360%).
Dezessete candidatos (17) à vereador tem idade entre 21 a 24 anos; setenta (70) tem idade entre 25 a 34 anos; cento e vinte e quatro (124) possuem entre 35 a 44 anos; duzentos e sessenta e seis (266) possuem entre 45 a 59 anos; oitenta e três (83) estão na faixa etária de 60 a 69 anos; vinte e dois (22) possuem entre 70 a 79 anos.
| Candidatos a vereador por partido e sexo | Candidatos a vereador por partido e sexo | Candidatos a vereador por partido e sexo | Candidatos a vereador por partido e sexo | Candidatos a vereador por partido e sexo | Candidatos a vereador por partido e sexo |
| Coligação/Partido                        | Homens                                   | %                                        | Mulheres                                 | %                                        | Total                                    |
| ---------------------------------------- | ---------------------------------------- | ---------------------------------------- | ---------------------------------------- | ---------------------------------------- | ---------------------------------------- |
| PCB                                      | 1                                        | 100,00                                   | 0                                        | 0                                        | 1                                        |
| PHS / PSB                                | 44                                       | 72,131                                   | 17                                       | 27,869                                   | 61                                       |
| PMDB                                     | 37                                       | 68,519                                   | 17                                       | 31,482                                   | 54                                       |
| PPS / DEM / PMN                          | 42                                       | 71,186                                   | 17                                       | 28,814                                   | 59                                       |
| PR / PRTB / PV                           | 26                                       | 68,421                                   | 12                                       | 31,579                                   | 38                                       |
| PRB / PP / PDT                           | 50                                       | 70,423                                   | 21                                       | 29,577                                   | 71                                       |
| PRP / PSDB                               | 35                                       | 70,000                                   | 15                                       | 30,000                                   | 50                                       |
| PSC / PSD / PCdoB                        | 44                                       | 67,692                                   | 21                                       | 32,308                                   | 65                                       |
| PSL / PSDC                               | 10                                       | 62,500                                   | 6                                        | 37,500                                   | 16                                       |
| PSOL                                     | 30                                       | 69,767                                   | 13                                       | 30,233                                   | 43                                       |
| PSTU                                     | 6                                        | 66,667                                   | 3                                        | 33,333                                   | 9                                        |
| PT / PTC / PPL                           | 33                                       | 68,750                                   | 15                                       | 31,250                                   | 48                                       |
| PTB                                      | 37                                       | 68,519                                   | 17                                       | 31,481                                   | 54                                       |

## Eleição legislativa
Porto Alegre elegeu 36 vereadores que farão parte da Câmara de vereadores entre 2013 a 2017, mesmo número que 2008. Foram 600 candidatos a vereador na cidade.
| Partido | Candidatos | Coligação                                    |
| ------- | ---------- | -------------------------------------------- |
| DEM     | 23         | "Frente política cidadã" (PPS, DEM e PMN)    |
| PCdoB   | 56         | "Juntos por Porto Alegre" (PSC, PSD e PCdoB) |
| PCB     | 1          | Partido não coligado                         |
| PDT     | 36         | "Avança Porto Alegre" (PRB, PP e PDT)        |
| PHS     | 8          | "Unidos por Porto Alegre" (PHS e PSB)        |
| PMDB    | 54         | Partido não coligado                         |
| PMN     | 5          | "Frente política cidadã" (PPS, DEM e PMN)    |
| PP      | 25         | "Avança Porto Alegre" (PRB, PP e PDT)        |
| PPL     | 2          | "Coligação PT - PPL - PTC" (PT, PPL e PTC)   |
| PPS     | 31         | "Frente política cidadã" (PPS, DEM e PMN)    |
| PR      | 13         | "Coligação PR/PV/PRTB" (PR, PV e PRTB)       |
| PRB     | 11         | "Avança Porto Alegre" (PRB, PP e PDT)        |
| PRP     | 6          | "Porto Alegre para todos" (PRP e PSDB)       |

| Partido | Candidatos | Coligação                                    |
| ------- | ---------- | -------------------------------------------- |
| PRTB    | 5          | "Coligação PR/PV/PRTB" (PR, PV e PRTB)       |
| PSB     | 54         | "Unidos por Porto Alegre" (PHS e PSB)        |
| PSC     | 2          | "Juntos por Porto Alegre" (PSC, PSD e PCdoB) |
| PSD     | 2          | "Juntos por Porto Alegre" (PSC, PSD e PCdoB) |
| PSDB    | 44         | "Porto Alegre para todos" (PRP e PSDB)       |
| PSDC    | 2          | "Renova Porto Alegre" (PSL e PSDC)           |
| PSL     | 14         | "Renova Porto Alegre" (PSL e PSDC)           |
| PSOL    | 43         | Partido não coligado                         |
| PSTU    | 9          | Partido não coligado                         |
| PT      | 47         | "Coligação PT - PPL - PTC" (PT, PPL e PTC)   |
| PTB     | 54         | Partido não coligado                         |
| PTC     | 1          | "Coligação PT - PPL - PTC" (PT, PPL e PTC)   |
| PV      | 20         | "Coligação PT - PPL - PTC" (PT, PPL e PTC)   |

## Resultados

### Prefeito

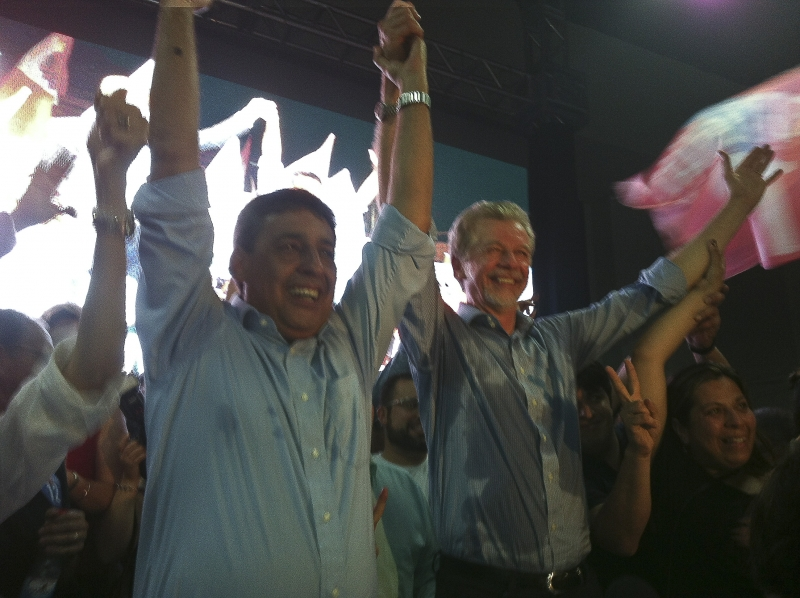
Comemoração da vitória de José Fortunati no Comitê central do candidato.

No dia 7 de outubro, José Fortunati foi reeleito com mais de 65% dos votos válidos.
| Candidato(a)              | Vice                           | 1º Turno 7 de outubro de 2012 | 1º Turno 7 de outubro de 2012 |
| Candidato(a)              | Vice                           | Votação                       | Votação                       |
|                           |                                | Total                         | Porcentagem                   |
| ------------------------- | ------------------------------ | ----------------------------- | ----------------------------- |
| José Fortunati (PDT)      | Sebastião Melo (PMDB)          | 517.969                       | 65,22%                        |
| Manuela d'Ávila (PCdoB)   | Nelcir Tessaro (PSD)           | 141.073                       | 17,76%                        |
| Adão Villaverde (PT)      | Coronel Bonete (PR)            | 76.548                        | 9,64%                         |
| Roberto Robaina (PSOL)    | Goretti Grossi (PCB)           | 30.577                        | 3,85%                         |
| Wambert di Lorenzo (PSDB) | Marco Dangui (PRP)             | 19.514                        | 2,46%                         |
| Jocelin Azambuja (PSL)    | Luiz Carlos Machado (PSL)      | 4.412                         | 0,56%                         |
| Érico Corrêa (PSTU)       | Maria Resplande Batista (PSTU) | 4.122                         | 0,52%                         |
| Total de votos válidos    | Total de votos válidos         | 794.215                       | 90,6%                         |
| Votos em branco           | Votos em branco                | 40.061                        | 4,57%                         |
| Votos nulos               | Votos nulos                    | 42.331                        | 4,83%                         |
| Total                     | Total                          | 876.607                       | 100%                          |
| Abstenções                | Abstenções                     | 199.656                       | 18,55%                        |
| Votos apurados            | Votos apurados                 | 1.076.263                     | 100%                          |
| Total de eleitores        | Total de eleitores             | 1.076.263                     | 100%                          |

| Partido | Partido | Candidato          | Votos   | Votos (%) |
| ------- | ------- | ------------------ | ------- | --------- |
|         | PDT     | José Fortunati     | 517 969 | 65,22%    |
|         | PCdoB   | Manuela D'Ávila    | 141 073 | 17,76%    |
|         | PT      | Adão Villaverde    | 76 548  | 9,64%     |
|         | PSOL    | Roberto Robaina    | 30 577  | 3,85%     |
|         | PSDB    | Wambert di Lorenzo | 19 514  | 2,46%     |
|         | PSL     | Jocelin Azambuja   | 4 412   | 0,56%     |
|         | PSTU    | Érico Corrêa       | 4 122   | 0,52%     |
| Totais  | Totais  | Totais             | 794 215 |           |

### Vereador

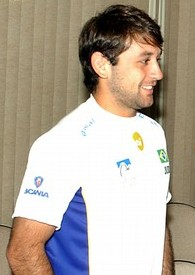
João Derly foi o segundo mais votado.

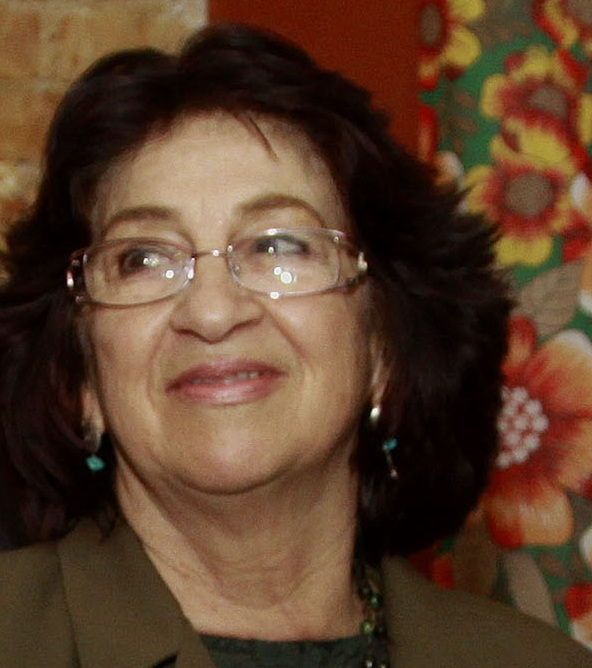
Jussara Cony volta à Câmara após 30 anos.

Dos trinta e seis (36) vereadores eleitos, dezenove (19) foram reeleitos (53%). O vereador mais votado foi Pedro Ruas (PSOL), que teve 14.610 votos. O PDT é o partido com o maior número de vereadores eleitos (7), seguido por PT (5), PTB (4) , PMDB (4), PP (3), PCdoB (2), PSB (2), PSOL (2), PRB (2), PSD (2), PPS (1), PSDB (1) e DEM (1). Vinte e dois (22) vereadores pertencem à base aliada de Fortunati, enquanto quatorze (14) são vereadores de oposição.
| Resultado da eleição para a Câmara Municipal de Porto Alegre em 2012 por candidato | Resultado da eleição para a Câmara Municipal de Porto Alegre em 2012 por candidato | Resultado da eleição para a Câmara Municipal de Porto Alegre em 2012 por candidato | Resultado da eleição para a Câmara Municipal de Porto Alegre em 2012 por candidato | Resultado da eleição para a Câmara Municipal de Porto Alegre em 2012 por candidato | Resultado da eleição para a Câmara Municipal de Porto Alegre em 2012 por candidato | Resultado da eleição para a Câmara Municipal de Porto Alegre em 2012 por candidato |
| Candidato                                                                          | Número                                                                             | Partido                                                                            | Coligação                                                                          | Votos                                                                              | Porcentagem                                                                        |                                                                                    |
| ---------------------------------------------------------------------------------- | ---------------------------------------------------------------------------------- | ---------------------------------------------------------------------------------- | ---------------------------------------------------------------------------------- | ---------------------------------------------------------------------------------- | ---------------------------------------------------------------------------------- | ---------------------------------------------------------------------------------- |
| Pedro Ruas                                                                         | 50000                                                                              | PSOL                                                                               | PSOL                                                                               | 14.610                                                                             | 1,94%                                                                              |                                                                                    |
| João Derly                                                                         | 65100                                                                              | PCdoB                                                                              | PSC-PSD e PCdoB                                                                    | 14.038                                                                             | 1,86%                                                                              |                                                                                    |
| Guilherme Socias Villela                                                           | 11111                                                                              | PP                                                                                 | PRB-PP e PDT                                                                       | 13.574                                                                             | 1,80%                                                                              |                                                                                    |
| Márcio Bins Ely                                                                    | 12345                                                                              | PDT                                                                                | PRB-PP e PDT                                                                       | 13.336                                                                             | 1,77%                                                                              |                                                                                    |
| Dr Thiago Duarte                                                                   | 12122                                                                              | PDT                                                                                | PRB-PP e PDT                                                                       | 11.935                                                                             | 1,58%                                                                              |                                                                                    |
| Kevin Krieger                                                                      | 11011                                                                              | PP                                                                                 | PRB-PP e PDT                                                                       | 11.444                                                                             | 1,52%                                                                              |                                                                                    |
| Mauro Zacher                                                                       | 12180                                                                              | PDT                                                                                | PRB-PP e PDT                                                                       | 11.244                                                                             | 1,49%                                                                              |                                                                                    |
| Claudio Janta                                                                      | 12700                                                                              | PDT                                                                                | PRB-PP e PDT                                                                       | 10.675                                                                             | 1,42%                                                                              |                                                                                    |
| Cássio Trogildo                                                                    | 14714                                                                              | PTB                                                                                | PTB                                                                                | 9.541                                                                              | 1,27%                                                                              |                                                                                    |
| João Bosco Vaz                                                                     | 12123                                                                              | PDT                                                                                | PRB-PP e PDT                                                                       | 9.493                                                                              | 1,26%                                                                              |                                                                                    |
| Valter Nagelstein                                                                  | 15200                                                                              | PMDB                                                                               | PMDB                                                                               | 8.940                                                                              | 1,19%                                                                              |                                                                                    |
| Dr Goulart                                                                         | 14014                                                                              | PTB                                                                                | PTB                                                                                | 8.569                                                                              | 1,14%                                                                              |                                                                                    |
| Waldir Canal                                                                       | 10300                                                                              | PRB                                                                                | PRB-PP e PDT                                                                       | 8.211                                                                              | 1,09%                                                                              |                                                                                    |
| Luciano Marcantônio                                                                | 12112                                                                              | PDT                                                                                | PRB-PP e PDT                                                                       | 7.725                                                                              | 1,02%                                                                              |                                                                                    |
| João Carlos Nedel                                                                  | 11633                                                                              | PP                                                                                 | PRB-PP e PDT                                                                       | 7.582                                                                              | 1,01%                                                                              |                                                                                    |
| Idenir Cecchim                                                                     | 15500                                                                              | PMDB                                                                               | PMDB                                                                               | 7.556                                                                              | 1,00%                                                                              |                                                                                    |
| Bernardino Vendruscolo                                                             | 55555                                                                              | PSD                                                                                | PSC-PSD e PCdoB                                                                    | 7.386                                                                              | 0,98%                                                                              |                                                                                    |
| Bernardino Vendruscolo                                                             | 55555                                                                              | PSD                                                                                | PSC-PSD e PCdoB                                                                    | 7.386                                                                              | 0,98%                                                                              |                                                                                    |
| Fernanda Melchionna                                                                | 50500                                                                              | PSOL                                                                               | PSOL                                                                               | 7.214                                                                              | 0,96%                                                                              |                                                                                    |
| Sofia Cavedon                                                                      | 13113                                                                              | PT                                                                                 | PT-PTC e PPL                                                                       | 7.085                                                                              | 0,94%                                                                              |                                                                                    |
| Elizandro Sabino                                                                   | 14777                                                                              | PTB                                                                                | PTB                                                                                | 6.741                                                                              | 0,89%                                                                              |                                                                                    |
| José Freitas                                                                       | 10700                                                                              | PRB                                                                                | PRB-PP e PDT                                                                       | 6.617                                                                              | 0,88%                                                                              |                                                                                    |
| Delegado Cleiton                                                                   | 12035                                                                              | PRB                                                                                | PRB-PP e PDT                                                                       | 6.556                                                                              | 0,87%                                                                              |                                                                                    |
| Mauro Pinheiro                                                                     | 13007                                                                              | PT                                                                                 | PT-PTC e PPL                                                                       | 5.984                                                                              | 0,79%                                                                              |                                                                                    |
| Any Ortiz                                                                          | 23200                                                                              | DEM                                                                                | PPS-DEM e PMN                                                                      | 5.940                                                                              | 0,79%                                                                              |                                                                                    |
| Marcelo Sgarbossa                                                                  | 13123                                                                              | PT                                                                                 | PT-PTC e PPL                                                                       | 5.723                                                                              | 0,76%                                                                              |                                                                                    |
| Jussara Cony                                                                       | 65165                                                                              | PCdoB                                                                              | PSC-PSD e PCdoB                                                                    | 5.686                                                                              | 0,75%                                                                              |                                                                                    |
| Paulo Brum                                                                         | 14122                                                                              | PTB                                                                                | PTB                                                                                | 5.575                                                                              | 0,74%                                                                              |                                                                                    |
| Engenheiro Comassetto                                                              | 13013                                                                              | PT                                                                                 | PT-PTC e PPL                                                                       | 5.426                                                                              | 0,72%                                                                              |                                                                                    |
| Nereu d'Ávila                                                                      | 12601                                                                              | PDT                                                                                | PRB-PP e PDT                                                                       | 5.356                                                                              | 0,71%                                                                              |                                                                                    |
| Alberto Kopittke                                                                   | 13021                                                                              | PT                                                                                 | PT-PTC e PPL                                                                       | 5.270                                                                              | 0,70%                                                                              |                                                                                    |
| Tarciso Flecha Negra                                                               | 55007                                                                              | PSD                                                                                | PSC-PSD e PCdoB                                                                    | 5.231                                                                              | 0,69%                                                                              |                                                                                    |
| Professor Garcia                                                                   | 15000                                                                              | PMDB                                                                               | PMDB                                                                               | 5.138                                                                              | 0,68%                                                                              |                                                                                    |
| Adeli Sell                                                                         | 13601                                                                              | PT                                                                                 | PT-PTC e PPL                                                                       | 5.026                                                                              | 0,67%                                                                              |                                                                                    |
| Carlos Henrique Casartelli                                                         | 14234                                                                              | PTB                                                                                | PTB                                                                                | 5.026                                                                              | 0,67%                                                                              |                                                                                    |
| Maria Celeste                                                                      | 13699                                                                              | PT                                                                                 | PT-PTC e PPL                                                                       | 4.705                                                                              | 0,62%                                                                              |                                                                                    |
| Ariane                                                                             | 13070                                                                              | PT                                                                                 | PT-PTC e PPL                                                                       | 4.548                                                                              | 0,60%                                                                              |                                                                                    |
| Todeschini                                                                         | 13001                                                                              | PT                                                                                 | PT-PTC e PPL                                                                       | 4.443                                                                              | 0,59%                                                                              |                                                                                    |
| Brasinha                                                                           | 14118                                                                              | PTB                                                                                | PTB                                                                                | 4.425                                                                              | 0,59%                                                                              |                                                                                    |
| Lourdes Sprenger                                                                   | 15800                                                                              | PMDB                                                                               | PMDB                                                                               | 4.402                                                                              | 0,58%                                                                              |                                                                                    |
| Séfora Mota                                                                        | 10001                                                                              | PRB                                                                                | PRB-PP e PDT                                                                       | 4.369                                                                              | 0,58%                                                                              |                                                                                    |
| Mônica Leal                                                                        | 11123                                                                              | PP                                                                                 | PRB-PP e PDT                                                                       | 4.315                                                                              | 0,57%                                                                              |                                                                                    |
| Pablo Mendes Ribeiro                                                               | 15110                                                                              | PMDB                                                                               | PMDB                                                                               | 4.183                                                                              | 0,55%                                                                              |                                                                                    |
| Pujol                                                                              | 25625                                                                              | DEM                                                                                | PPS-DEM e PMN                                                                      | 4.165                                                                              | 0,55%                                                                              |                                                                                    |
| Airto Ferronato                                                                    | 40540                                                                              | PSB                                                                                | PHS e PSB                                                                          | 4.103                                                                              | 0,54%                                                                              |                                                                                    |
| Dr Lindomar                                                                        | 15444                                                                              | PMDB                                                                               | PMDB                                                                               | 4.045                                                                              | 0,54%                                                                              |                                                                                    |
| Elói Guimarães                                                                     | 14999                                                                              | PTB                                                                                | PTB                                                                                | 4.021                                                                              | 0,53%                                                                              |                                                                                    |
| Mário Manfro                                                                       | 45321                                                                              | PSDB                                                                               | PRP e PSDB                                                                         | 3.732                                                                              | 0,50%                                                                              |                                                                                    |
| Professor Filipe                                                                   | 43010                                                                              | PV                                                                                 | PR-PRTB e PV                                                                       | 3.675                                                                              | 0,49%                                                                              |                                                                                    |
| Dinho                                                                              | 25005                                                                              | DEM                                                                                | PPS-DEM e PMN                                                                      | 3.613                                                                              | 0,48%                                                                              |                                                                                    |
| André Carús                                                                        | 15300                                                                              | PMDB                                                                               | PMDB                                                                               | 3.592                                                                              | 0,48%                                                                              |                                                                                    |
| Tarsila Crusius                                                                    | 45456                                                                              | PSDB                                                                               | PRP e PSDB                                                                         | 3.471                                                                              | 0,46%                                                                              |                                                                                    |
| Paulinho Motorista                                                                 | 40012                                                                              | PSB                                                                                | PHS e PSB                                                                          | 3.311                                                                              | 0,44%                                                                              |                                                                                    |

| Votos nominais   | Votos nominais   | 662.420 | 87,89% |
| Votos em legenda | Votos em legenda | 91.309  | 12,11% |
| Votos válidos    | Votos válidos    | 753.729 | 85,98% |
| Votos nulos      | Votos nulos      | 42.267  | 4,82%  |
| Votos em branco  | Votos em branco  | 80.611  | 9,20%  |
| Total            | Total            | 876.607 | 100%   |
| ---------------- | ---------------- | ------- | ------ |

| Avança Porto Alegre PRB-PP e PDT        | 213.033 | 28,26% | 12 |
| PT-PTC e PPL                            | 91.550  | 12,15% | 5  |
| PTB                                     | 86.568  | 11,48% | 4  |
| Juntos por Porto Alegre PSC-PSD e PCdoB | 82.565  | 10,95% | 4  |
| PMDB                                    | 78.081  | 10,35% | 4  |
| Frente Política Cidadã PPS-DEM e PMN    | 50.494  | 6,70%  | 2  |
| Unidos por Porto Alegre PHS e PSB       | 46.353  | 6,15%  | 2  |
| Porto Alegre para Todos PRP e PSDB      | 29.143  | 3,87%  | 1  |
| PR-PRTB e PV                            | 18.334  | 2,43%  | 0  |
| PSL e PSDC                              | 2.639   | 0,35%  | 0  |

| PDT   | 141.561 | 18,78% | 7 |
| PT    | 88.683  | 11,77% | 5 |
| PTB   | 86.568  | 11,49% | 4 |
| PMDB  | 78.081  | 10,36% | 4 |
| PCdoB | 66.128  | 8,77%  | 2 |
| PP    | 50.032  | 6,64%  | 3 |
| PSOL  | 46.803  | 6,21%  | 2 |
| PSB   | 45.283  | 6,01%  | 2 |
| PPS   | 30.008  | 3,98%  | 1 |
| PSDB  | 26.419  | 3,51%  | 1 |
| PRB   | 21.440  | 2,84%  | 2 |
| DEM   | 18.942  | 2,51%  | 1 |
| PSD   | 14.925  | 1,98%  | 2 |
| PV    | 10.030  | 1,33%  | 0 |
| PSTU  | 7.423   | 0,98%  | 0 |
| PR    | 6.124   | 0,81%  | 0 |
| PPL   | 2.774   | 0,37%  | 0 |
| PRP   | 2.724   | 0,36%  | 0 |
| PSL   | 2.378   | 0,32%  | 0 |
| PRTB  | 2.180   | 0,29%  | 0 |
| PMN   | 1.544   | 0,20%  | 0 |
| PSC   | 1.512   | 0,20%  | 0 |
| PHS   | 1.070   | 0,14%  | 0 |
| PCB   | 743     | 0,10%  | 0 |
| PSDC  | 261     | 0,03%  | 0 |
| PTC   | 93      | 0,01%  | 0 |

| PDT   | 38.897 | 5,16% |
| PT    | 14.772 | 1,95% |
| PCdoB | 11.110 | 1,47% |
| PSOL  | 10.415 | 1,38% |
| PSDB  | 3.067  | 0,40% |

## Análises
Na semana seguinte à conclusão das votações, o colunista Jeferson Miola analisou as escolhas do PT para essas eleições, e seus resultados. Parafraseando Barbara Tuchman, classificou as escolhas como uma "verdadeira marcha da insensatez", e os resultados como "não uma derrota qualquer; uma derrota inclemente".
O partido, acostumado a obter êxitos no Rio Grande do Sul, e que já havia governado a capital por dezesseis anos consecutivos, teve seu pior desempenho na corrida pelo cargo de prefeito da capital gaúcha. Pior, até, do que da primeira vez em que concorreu, em 1985, em pontos percentuais. Dos 87 municípios com mais de duzentos mil habitantes onde o partido lançou candidato próprio, apenas oito candidaturas tiveram desempenho inferior. Já a bancada eleita pelo partido na Câmara, que chegou a contar catorze vereadores, em 1996, foi reduzida a apenas cinco, menos do que os oito eleitos em 1988.